# دان كوري
دان كوري هو لاعب هوكي الجليد كندي، ولد في 15 مارس 1968 في بيرلينجتون في كندا.

## وصلات خارجية
- دان كوري على موقع دوري الهوكي الوطني (الإنجليزية)
- دان كوري على موقع قاعة مشاهير الهوكي (لاعب أن.إتش.أل) (الإنجليزية)
- دان كوري على موقع EliteProspects.com (الإنجليزية)
- دان كوري على موقع HockeyDB.com (الإنجليزية)
- دان كوري على موقع Hockey-Reference.com (الإنجليزية)